# József Takács
József Takács (30. června 1904, Budapešť – 3. září 1983, Budapešť) byl maďarský fotbalista.

## Hráčská kariéra
Hrál jako útočník za Vasas SC, Ferencváros, Szürketaxi a Soroksár, 5× byl králem střelců maďarské ligy. V maďarské reprezentaci odehrál 32 zápasů a dal 26 gólů. Byl členem reprezentace Maďarska na OH 1924.

## Úspěchy

### Klub
Ferencváros
- Maďarská liga: 1927-1928, 1931-1932, 1933-1934
- Středoevropský pohár: 1928

### Individuální
- Král střelců maďarské ligy: 1925-1926 (29 gólů), 1927-1928 (31 gólů), 1928-1929 (41 gólů), 1929-1930 (40 gólů), 1931-1932 (42 gólů)
- Fotbalista roku: 1925